# J'étais dans ma maison et j'attendais que la pluie vienne
J'étais dans ma maison et j'attendais que la pluie vienne est une pièce de théâtre en vers libres de Jean-Luc Lagarce écrite en 1994 sur une commande de Lucien Attoun. Elle s'inscrit dans un cycle de trois pièces sur le thème du retour du fils prodigue avec Juste la fin du monde et Le Pays lointain.

## Personnages
- L’aînée
- La mère
- La plus vieille
- La seconde
- La plus jeune[4]

## Résumé
Dans une maison de campagne, cinq femmes de la même famille attendent le retour du « jeune frère » depuis qu'il a été chassé par son père, ce dernier est mort depuis. Elles parlent de leurs espoirs et de leur volonté de quitter le foyer, mais, surtout, elles racontent leur frère, son passé. Elles espèrent ainsi pouvoir vivre à travers lui qui a su partir de la maison.
Cependant, quand celui-ci revient, il arrive mourant. Les cinq femmes commencent alors un deuil, celui du jeune homme et celui de leurs aspirations. Mais c'est aussi là le début d'une nouvelle attente, son retour à la vie,.

## Prix
- Prix du Syndicat de la Critique, Meilleure création en langue française, 1997[9],[10]

## Mises en scènes
- 1997 : mise en scène Stanislas Nordey, Théâtre Ouvert[11]
- 2004 : mise en scène Joël Jouanneau, Théâtre du peuple[12]
- 2004 : mise en scène Stéphane de Goldfiem, Théâtre national de Nice[13]
- 2011 : mise en scène Mathilde Boulesteix, Théâtre Notre-Dame[14]
- 2018 : mise en scène Chloé Dabert, Comédie Française[15]